# Seweryn Obst
Seweryn Leopold Obst (ur. 29 grudnia 1847 w Berezowie Niżnym, zm. 2 stycznia 1917 we Lwowie) – polski malarz, ilustrator, etnograf, zajmujący się głównie tematyką Huculszczyzny.

## Życiorys
Naukę szkolną rozpoczął w Jabłonowie, potem uczęszczał do szkół realnych w Stanisławowie, Wadowicach i Śniatyniu. 
W latach 1865–1871 studiował na Akademii Sztuk Pięknych w Wiedniu u Karla Mayera, Carla Wurzingera, Karla von Blaasa i Eduarda Engertha. W Wiedniu spotkał się z Arturem Grottgerem, z którym studiował w szkole mistrzowskiej Christiana Rubena.
Po powrocie do Galicji w 1874 zajął się malarstwem portretowym. Podczas krótkiego pobytu w Krakowie zaprzyjaźnił się z Witoldem Pruszkowskim. Zamieszkał na Huculszczyźnie w Żabiem i Jaremczu, gdzie zajął się badaniami ludowej sztuki huculskiej. Malował Hucułów w strojach ludowych.
W 1883 przeprowadził się na stałe do Lwowa i założył pracownię przy ul. Sakramentek. Jego uczniem został Kazimierz Łotocki (1882-1942).
Wydał kilka książek poświęconych ludowej sztuce huculskiej, m.in. prace:
- Wyroby metalowe włościan na Rusi - Metallarbeiten ruthenischer Bauern - Ouvrages en metaux des paysans ruthéniens - Металеві вироби селян на Русі (1882)
- Wzory przemysłu domowego włościan na Rusi (1889)

Uczestniczył w wielu wystawach malarstwa, m.in. we Lwowie, w Warszawie, w Krakowie, w Kołomyi, w Tarnopolu, w Rzeszowie i w Londynie. W marcu 1912 odbyła się we Lwowie wystawa poświęcona pięćdziesięcioleciu twórczości artysty.
W 1910 zamieszkał w przytułku dla artystów i zasłużonych starców fundacji imienia R. Domsa we Lwowie. Został pochowany na Cmentarzu Łyczakowskim we Lwowie.

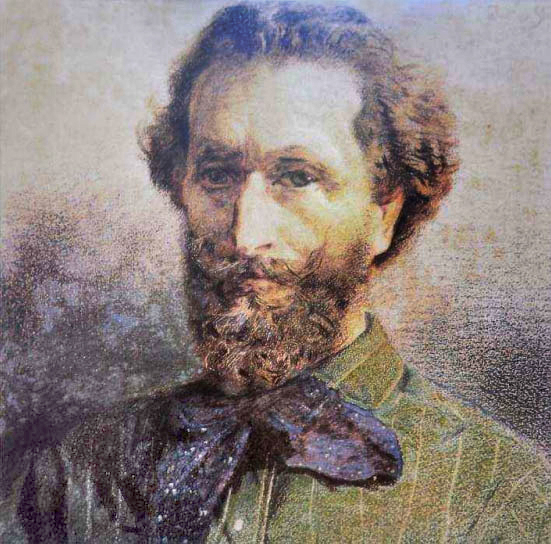
Seweryn Obst – autoportret
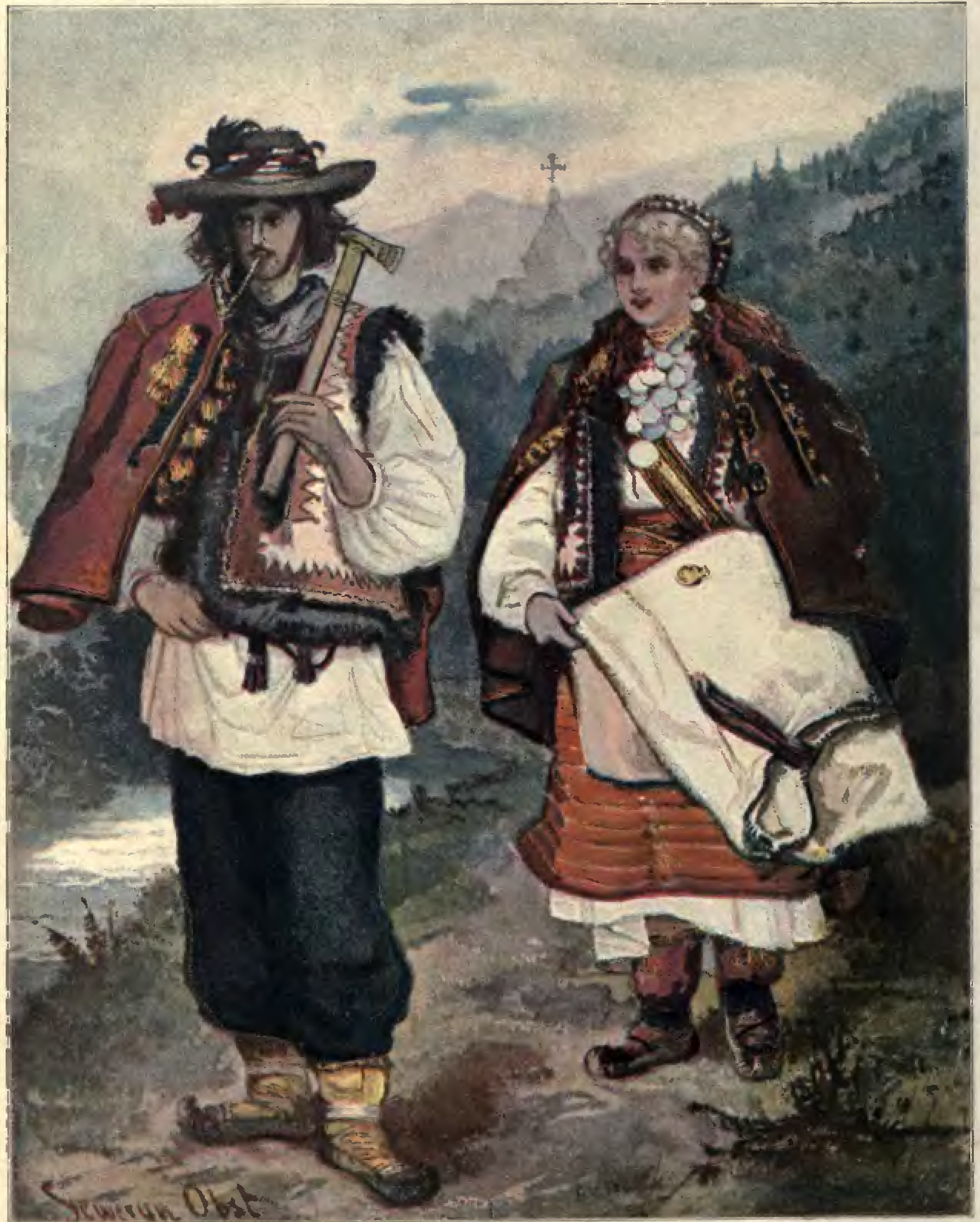
Huculi
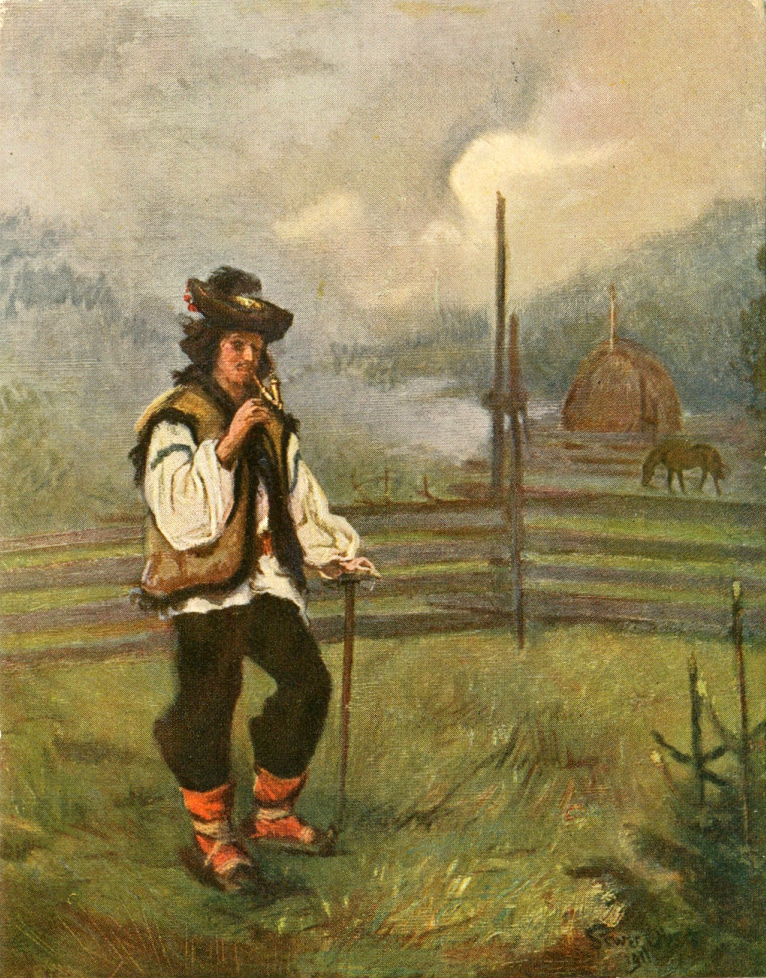
Hucuł na polu
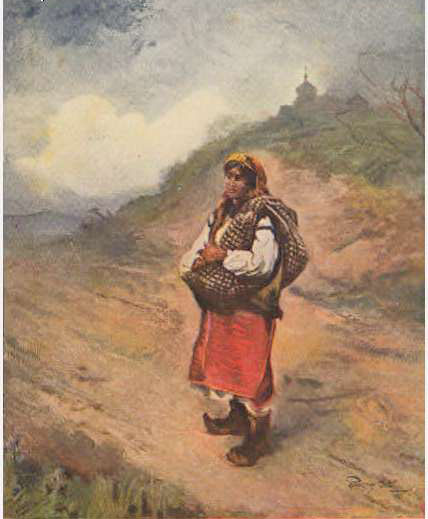
Hucułka
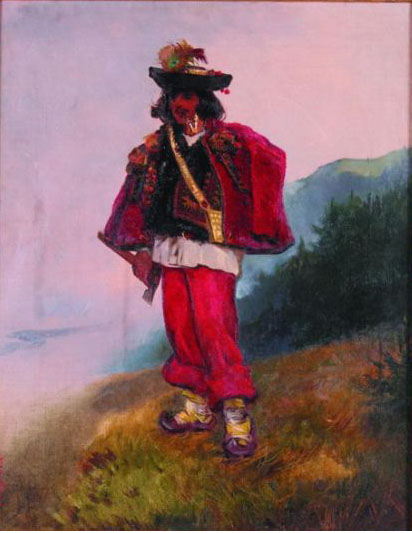
Hucuł
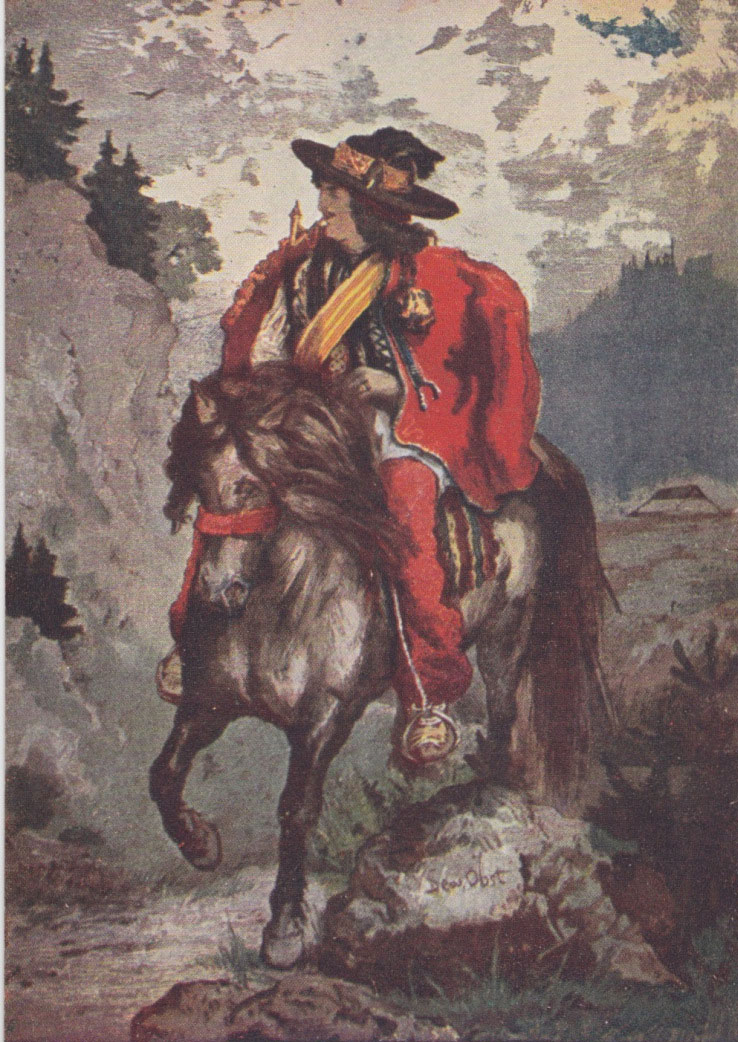
Hucuł na koniu